# Аль-Батуф
Региональный совет Аль-Бату́ф (ивр. אל-בטוף‎, араб. البطوف‎) — региональный совет в Северном округе Израиля, включающий в себя арабские деревни Вади-аль-Хамам, Узейр, Румана и Румат-аль-Хейб.
Населённые пункты совета расположены в долине Бейт-Нетофа (арабское название долины: Аль-Батуф): деревни Узейр, Румана и Румат-аль-Хейб находятся вблизи от кибуца Бейт-Римон северней Назарета, а деревня Вади-аль-Хамам — рядом с мошавой Мигдаль на север от Тверии.
Региональный совет получил муниципальный статус в 2000 году. В октябре 2018 года на пост главы совета был избран Ахед Рахаль.
Среднее расстояние между населёнными пунктами в пределах регионального совета — 9,7 км.

## Население
По статистическим данным Центрального статистического бюро Израиля население регионального совета на 2024 год составляет 8 709 человек.
Из них 3 400 мужчин и 3 300 женщин. Общий прирост населения составлял 2,4 %. Процент населения в возрасте до 17 лет
(включительно) составлял 46,4 %, населения в возрасте 65 лет и старше — 3,1 % (в возрасте 75 лет и старше — 1 %).
Средняя зарплата наёмного работника, проживающего на территории регионального совета (всего 1 759 жителей), составляла на 2009 год 3 957 шекелей. На жителей населённых пунктов совета было зарегистрировано в 2010 году 1 419 транспортных средств, из них 1 098 частных автомобилей.

## История
В 1993 году на основании решения правительства под руководством Ицхака Рабина о развитии арабского сектора в Израиле был учреждён региональный совет Ноф-ха-Галиль, первый в истории региональный совет, объединяющий нееврейские населённые пункты, в состав которого вошли арабские и бедуинские населённые пункты, ныне входящие в состав региональных советов Аль-Батуф и Бустан-аль-Мардж, а также бедуинская деревня Умм-эль-Ганам.
В 1999 году представители деревень Узейр, Румана и Румат-аль-Хейб обратились в Верховный суд с петицией с требованием о выходе из регионального совета Ноф-ха-Галиль накануне грядущих муниципальных выборов и формировании самостоятельного регионального совета, вследствие чего по рекомендации Верховного суда была создана внутренная комиссии для проверки требования в администрации Северного округа Министерства внутренних дел, а в августе 1999 года министр внутренних дел Натан Щаранский отдал указание учредить комиссию во главе с профессором Йоси Бен-Арци для проверки муниципальных границ в соответствующей части округа.
В январе 2001 года министр внутренних дел Хаим Рамон принял рекомендации комиссии профессора Бен-Арци и дал указ о разделении регионального совета Ноф-ха-Галиль на два новых региональных советов: Аль-Батуф и Бустан-аль-Мардж, а также о включении деревни Умм-эль-Ганам в территорию местного совета Шибли-Умм-эль-Ганам.